# Христиани, Альберт Фридрих
Альберт Фридрих Христиани (1807—1886) — богослов.
В 1829 г. закончил Дерптский университет, кандидат богословского факультета. Был воспитателем в частных домах в Финляндии и в Дерпте, в 1838 г. назначен пастором в Рингенский приход Лифляндской губернии, с 1849 г. — пробст в г. Верро.
В 1852 г. приглашен в Дерптский университет профессором практического богословия, а с 1856 г. — также проповедник университетской церкви. В 1859 г. произведён в статские советники. В 1865 г. назначен вице-президентом Лифляндской консистории и Лифляндским генерал-суперинтендентом. В 1881 г. уволен в отставку.
Последние годы жизни провел в Риге, состоя действительным и почетным членом нескольких научных обществ. В 1847 г. перевёл катехизис на дерптское наречие эстонского языка, принимал участие в редакции нового издания сборника духовных песен (1845—1847). За эти труды получил степень доктора богословия на богословском факультете Эрлангенского университета (1852).
Согласно РБС:

Во время долголетней службы в различных должностях Христиани везде и всегда являлся искренним и ревностным приверженцем и поборником своей церкви и человеком редкой добросовестности в исполнении своих обязанностей.